# 道爾頓·瓦修
道爾頓·約翰·瓦修（英語：Daulton John Varsho，1996年7月2日—），為美國職棒大聯盟的捕手，目前效力於多倫多藍鳥。他先前曾效力於亞利桑那響尾蛇。

## 職業生涯

### 亞利桑那響尾蛇
2017年大聯盟選秀，瓦修在第二輪68順位被響尾蛇選中。他從短期1A開啟職業生涯，並繳出3成11的打擊率。
2018年，瓦修升上高階1A。他在那裡的打擊率為2成86，並敲出11轟與44分打點，也成為該聯盟的全明星。
2019年，瓦修從2A開季，並在6月入選未來之星明星賽。8月，響尾蛇開始讓瓦修擔任中外野手。他在小聯盟的打擊率高達3成01，並敲出18轟與58分打點。球季結束後，他代表美國隊出戰2019年世界棒球12強賽。
2020年7月30日，瓦修登上大聯盟。他在菜鳥年繳出1成88的打擊率，並敲出3轟與9分打點的成績。2021年8月14日，Tyler Gilbert投出無安打比賽，而瓦修正是該場比賽的捕手。

### 多倫多藍鳥
2022年12月23日，響尾蛇將瓦修交易到藍鳥，換來小勞德斯·古力歐和Gabriel Moreno。

## 個人生活
瓦修的父親Gary Varsho也是一名大聯盟選手。而瓦修的名字取自Gary以前的隊友Darren Daulton。

## 外部連結
- 球員資訊和成績在MLB ，ESPN ，Baseball Reference ，Baseball Reference (Minors) ，Fangraphs（英文）